# François de Rohan
François de Rohan (1630 – Parigi, 24 agosto 1712) fu un membro del Casato di Rohan e fondatore del ramo di Soubise. Sua moglie Anne Julie de Rohan fu l'amante del momento di Luigi XIV e madre degli undici figli di François. Principe di Soubise jure uxoris, fu anche Signore di Frontenay e di Ponghes.

## Biografia

### Infanzia

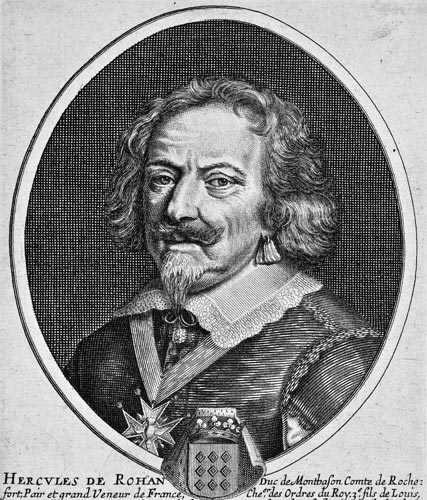
Hercule de Rohan, duca di Montbazon in un'incisione di Pierre Daret

Nato da Hercule de Rohan e da sua moglie Marie de Bretagne d'Avaugour. Suo padre era stato sposato due volte e François fu l'unico figlio maschio nato dal suo secondo matrimonio. Sua sorella maggiore Marie, moglie del Duca di Chevreuse e del Duca di Luynes, fu una figura chiave della Fronda, la grande guerra civile che minacciò il potere della monarchia. Suo fratello maggiore fu Louis de Rohan, Principe di Guéméné.

### Primo matrimonio
Si sposò con Cathérine Lyonne (1633–1660). La coppia non ebbe figli prima che lei morisse nel 1660 all'età di circa ventisette anni.

### Secondo matrimonio

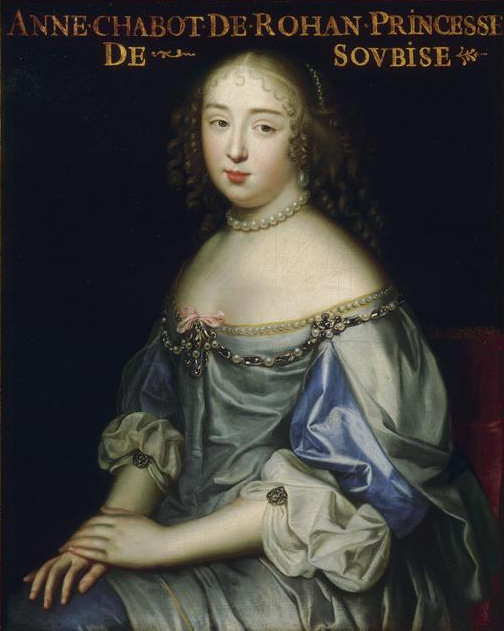
Anne de Rohan-Chabot, ritratto della bottega dei Beaubrun

Secondariamente sposò Anne Julie de Rohan che fu la madre dei suoi undici figli. La coppia si sposò a Parigi il 17 aprile 1663.
Su insistenza della moglie, François acquisto l'Hôtel de Guise dai fiduciari della defunta Duchessa di Guisa. Acquistò la proprietà il 27 marzo 1700 e la rinominò Hôtel de Soubise.

### Morte
Fu all'Hôtel che François morì sopravvivendo alla moglie di tre anni.
Fu sepolto all'Église Saint-Pierre a Soubise, una chiesa che egli aveva ricostruito dopo la sua distruzione durante le Guerre di religione.

## Discendenza
Dal matrimonio tra François de Rohan e Anne de Rohan-Chabot nacquero:
- Anne Marguerite de Rohan, badessa di Jouarre (5 agosto 1664 – 26 giugno 1721);
- Louis de Rohan, principe di Rohan (11 marzo 1666 – 5 novembre 1689) senza figli;
- Constance Emilie de Rohan (1667 – ?) sposò Joseph I Rodriguez Tellez da Camara ed ebbe figli;
- Hercule Mériadec de Rohan, principe di Maubuisson, duca di Rohan-Rohan (8 maggio 1669 – 26 gennaio 1749) sposò Anne Geneviève de Lévis, ebbe figli; sposò Marie Sophie de Courcillon, senza figli;
- Alexandre Meriadec de Rohan (19 luglio 1670 – 9 marzo 1687) senza figli;
- Henri Louis de Rohan, chevalier de Rohan (4 gennaio 1672 – 30 luglio 1693) senza figli;
- Armand Gaston Maximilien de Rohan, cardinal de Soubise (26 giugno 1674 – 19 luglio 1749) Grande elemosiniere di Francia, probabile figlio di Luigi XIV, celibe;
- Sophronie-Pélagie de Rohan (2 luglio 1678 – ?) sposò Don Alphonso Francisco de Vasconcellos, ebbe figli;
- Éléonore Marie de Rohan, badessa a Origny (25 agosto 1679 – 2 novembre 1753);
- Maximilien Gaston de Rohan (1680 – 23 maggio 1706) morì nella Battaglia di Ramillies,[1] senza figli;
- Frederic Paul Malo de Rohan (1682) senza figli.